# Plan de Sorgenfrey

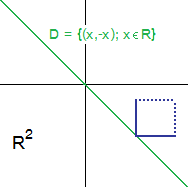
Plan de Sorgenfrey avec l’antidiagonale comme sous-espace.

En mathématiques, le plan de Sorgenfrey est un espace topologique souvent utilisé, à plusieurs titres, comme contre-exemple. C'est le produit S×S de la droite de Sorgenfrey S par elle-même. Robert Sorgenfrey a démontré que le plan S×S est non normal (donc non paracompact), tandis que la droite S est paracompacte (donc normale).

## Définition
Le plan de Sorgenfrey S×S est l'ensemble produit ℝ×ℝ, muni de la topologie dont une base d'ouverts est constituée des rectangles de la forme [a, b[×[c, d[, c'est-à-dire que les ouverts de S×S sont les réunions de tels rectangles.

## Propriétés
- La topologie de S×S est strictement plus fine que la topologie usuelle de ℝ×ℝ. Elle n'est tout de même pas discrète.
- S×S est séparable, à bases dénombrables de voisinages et complètement régulier (car S l'est).
- Il n'est pas localement compact (car le fermé S×{0} ne l'est pas).
- Sa petite dimension inductive ind(S×S) étant nulle (comme celle de S), il est totalement discontinu.
- Il n'est pas de Lindelöf (alors que S l'est). En effet, l'antidiagonale Δ = {(x, –x) | x ∈ ℝ} est un fermé discret non dénombrable.
- Par conséquent, il n'est pas à base dénombrable ni σ-compact.
- Il n'est pas métrisable car, bien que séparable, il possède un sous-espace non séparable (l'antidiagonale Δ).
- S×S n'est pas normal (alors que S est parfaitement normal), puisqu'il est séparable et possède un fermé discret Δ ayant la puissance du continu ou, plus directement, puisque K = {(x, –x) | x ∈ ℚ} et Δ\K sont deux fermés disjoints non séparés (en) par deux ouverts disjoints.